# آخر مرة شوهدت حية (فلم)
آخر مرة شوهدت حية (بالإنجليزية: Last Seen Alive) فيلم إثارة وغموض وأكشن أمريكي عام 2022 للمخرج بريان جودمان وتأليف مارك فريدمان. الفيلم من بطولة جيرارد بتلر وجيمي الكسندر وراسل هورنسبي  وتدور الأحداث حول ويل سبان في رحلة لإيصال زوجته ليزا إلى منزل والديها بعد اتفاقهما على الطلاق، وحينما تختفي بشكل مفاجئ في محطة الوقود، ينطلق الزوج والذي يصبح المشتبه به الرئيسي ووالديها في رحلة البحث عنها. صدر الفيلم في الولايات المتحدة في 3 يونيو 2022.

## طاقم التمثيل
جيرارد باتلر: في دور ويل سبان (الزوج)
جيمي ألكسندر: في دور ليزا (الزوجة)
راسل هورنسبي: في دور المحقق باترسون
داني ديتي: في دور أندريسن 
روبرت ووكر برانشود: في دور جو بول
ديفيد كالاواي: في دور فرانك 
جوردان السلوم: في دور بيتر
ألفونسو آكين أتين جاكسون: في دور لاري
تشيب لين: في دور شرطي مساعد
ألكس أليفيرينكو جونيور: في دور بارانويدز
بيلي بيرنز: في دور سائق الضواحي الخضراء
ماثيو ر. ستالي: في دور رجل مخدر في السيارة
إميلي برينكس: في دور فتاة في محطة الوقود 

## أحداث الفيلم
تدور أحداث الفيلم حول ويل سبان (جيرارد باتلر)، الذي يقود زوجته السابقة ليزا (جيمي الكسندر) إلى والديها عندما تختفي في ظروف غامضة دون أن تترك أثراً أثناء توقفهم في محطة وقود. يسارع ويل بإبلاغ الشرطة المحلية حيث يجد المحقق باترسون (راسل هورنسبي) غير متحمس للبحث عن ليزا، ويعتقد أنها فرت من الزوج إلى العشيق. ولكنه يتحامل على نفسه ويذهب للتحقق من حادثة الإختفاء في محطة الوقود ويبلغه عامل المحطة أن كاميرات المراقبة معطلة. يسارع ويل إلى والدي ليزا في محاولة يائسة للعثور عليها، ولكن مع مرور الوقت تبدأ الشكوك تتلاعب برأسه، ويفكر أن يحل الغموض بنفسه وعلى طريقته التي تتسم بالعنف. ويخوض في العالم السفلي والإجرامي في المدينة. تتبلور الحقيقة في الدقائق الأخيرة من الفيلم ويعترف عامل يدوي كان يعمل لدى والدي ليزا، ويعرفها من أيام الدراسة، أنه خطف الزوجة للحصول على الفدية بمساعدة أحد صناع الحبوب المخدرة بالمدينة.

## استقبال الفيلم
كتب بريان أورندورف على موقع بلوراي: «فيلم» التلاشي The Vanishing" كان إنتاجًا هولنديًا عام 1988 وفاجأ المشاهدين عند صدوره. بينما بدا في البداية أنه لغز محير فيما يتعلق بمكان وجود المرأة المخطوفة والزوج اليائس من العثور عليها... أعادت هوليوود إصدار الفيلم في عام 1993، والذي لم ينجح، ويبدو أنهم يحاولون مرة أخرى"، ومنح الكاتب الفيلم درجة 10/ 3.
كتب مارك جوديير: «يمكن لديناميكيات تصوير فيلم أن تغير مشروعًا سيئًا إلى مشروع جيد والعكس صحيح. يمكن أن يرفع حتى فرضية ضعيفة أو مبالغ فيها.... يجب أن يكون هذا الفيلم بمثابة تحذير لأي شخص يتطلع إلى جني الأموال دون جهد من خلال واحدة من أكثر حبكات السينما المبالغ فيها».
كتبت لورا فيسار على موقع فيلم توتال: «شريط  تبلغ مدته خمسة وتسعين دقيقة، ولا توجد عناصر مفاجئة تمامًا. حتى الانفجارات المبتذلة تفتقر إلى أي تأثير وتضع ابتسامة على وجهك وكأنها تهريجية. ومما زاد الطين بلة، نسيت جيمي ألكساندر في دورها في دور ليزا أن تنقل أي إنسانية ودفء».  

## وصلات خارجية
- مقالات تستعمل روابط فنية بلا صلة مع ويكي بيانات

https://www.blu-ray.com/Last-Seen-Alive/1499427/ آخر مرة شوهدت حية (فيلم)
https://www.commonsensemedia.org/movie-reviews/last-seen-alive آخر مرة شوهدت حية (فيلم)